# Río Bushman
El río Bushman (en afrikáans: Boesmansrivier) es un afluente que fluye de este a noreste del río Tugela, en la provincia de KwaZulu-Natal de Sudáfrica. Se eleva en la cordillera de Drakensberg, con su cuenca superior en la Reserva de Caza del Castillo de los Gigantes, al norte del promontorio del Castillo de los Gigantes. Alimenta la presa Wagendrift y luego pasa por la ciudad de Estcourt para unirse al río Tugela cerca de la ciudad de Weenen.
Sus afluentes son el río Little Bushmans, que se une al río Bushmans en Estcourt, Rensburgspruit, el río Mtontwanes y el río Mugwenya. La presa de Wagendrift, cerca de Estcourt, es su principal embalse. En la cuenca alta del río se encuentran varias aldeas rurales densamente pobladas, muchas de ellas habitadas por los amaHlubi. El río está flanqueado por el río Bloukrans al norte y el río Mooi al sur.